# Libelle (Wappentier)

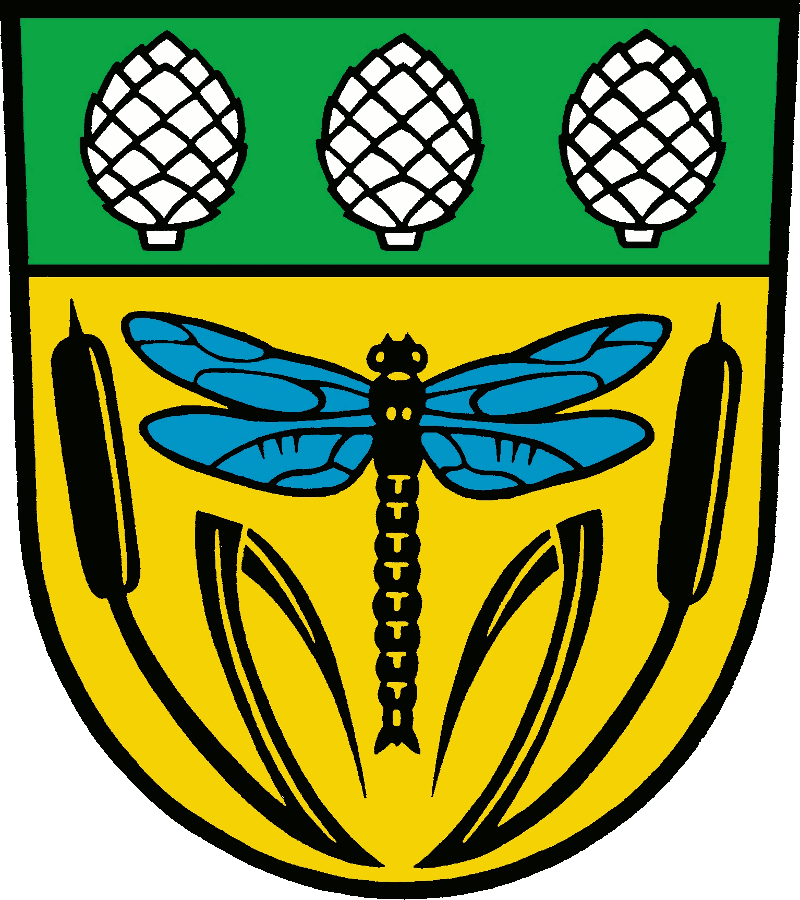
Libelle im Wappen von Unterspreewald (Gemeinde)

Die Libelle ist in der Heraldik eine gemeine Wappenfigur und ein Wappentier.
Dargestellt wird ein langer schmaler Insektenkörper mit zwei Paar breit ausgestellten Flügeln an diesem. Sie können einfarbig oder mit der Flügeladerung durchzogen sein. Am Hinterleib kann eine sogenannte Greifzange (Hinterleibszange) sein. Details, wie Beine oder Antennen werden in der Darstellung oft vernachlässigt, sind aber wenn vorhanden, bei der Beschreibung zu erwähnen. Auch die Augen, wenn andersfarbig, sind zu melden.
Die bevorzugte Stellung im Wappen ist die senkrechte mit dem Kopf zum Schildhaupt zeigend. Andere Stellungen sind in der Wappenbeschreibung zu melden. Es sind alle heraldischen Farben möglich, aber Gold und Silber sind bevorzugt. Körper und Flügel sind oft gleich tingiert. In der Heraldik ist das Wappentier überwiegend artenfrei. Es können mehrere Tiere oder auch andere Wappenfiguren im Schild oder Feld sein.